# 曾維楨
曾維楨（？—？），號雲松（或作雲崧），祖籍福建泉州晉江、生於福建省臺灣府彰化縣燕霧上堡白沙坑莊，清朝政治人物。他是第一位進入翰林院任職的臺籍官員，並因此被人稱作「開臺翰林」。

## 生平

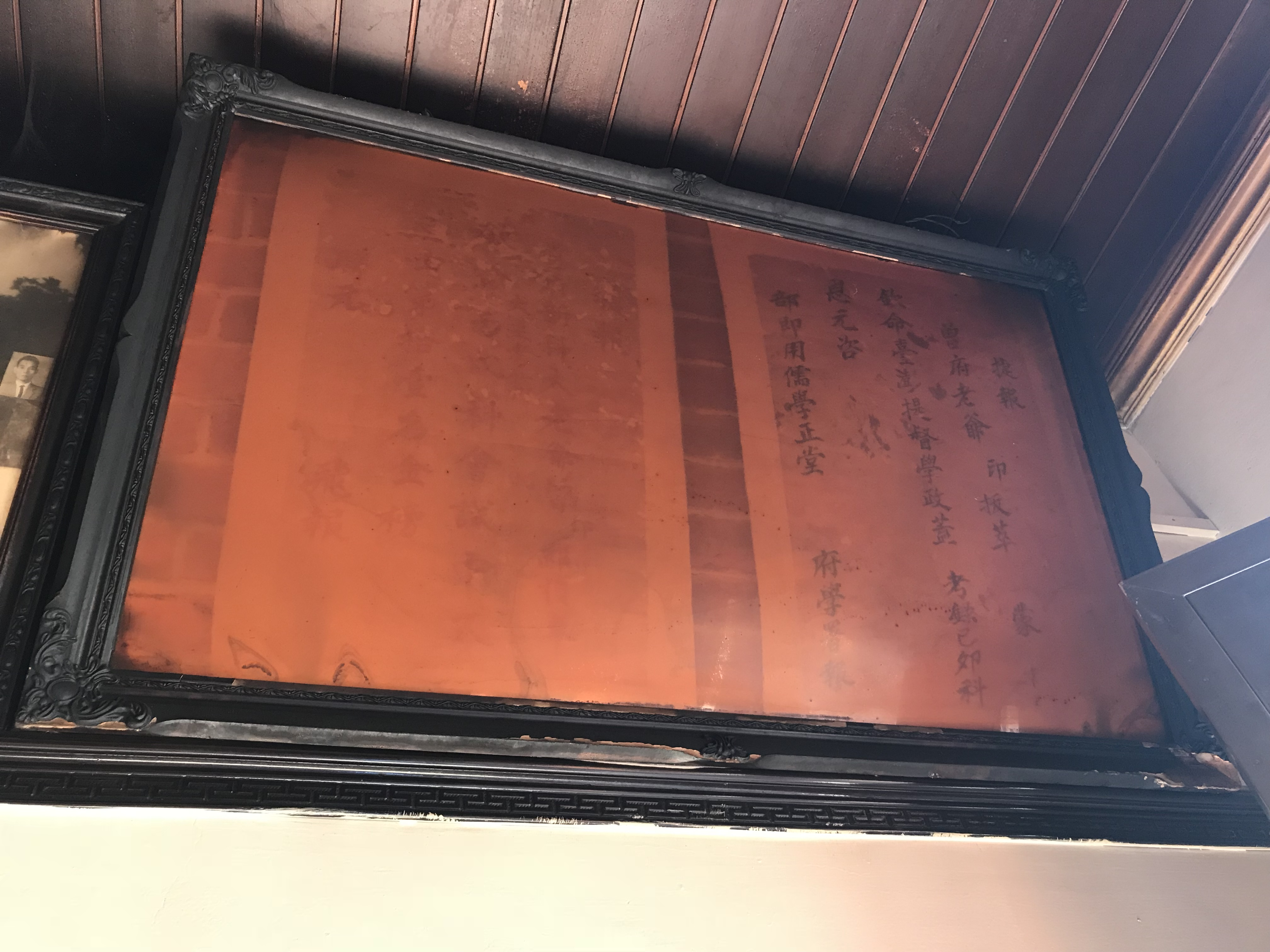
白沙坑文德宮的曾維楨丙戌科大會試捷報與己卯科考試捷照片。

### 科舉生涯
嘉慶二十三年（1818年），曾維楨以臺灣府學附生身分中榜鄉試戊寅科第三名舉人。
道光六年（1826年），他在丙戌科經魁上榜，並成為殿試二甲第六十八名進士，又在朝考上被選拔為翰林庶吉士，成為首位出身臺灣的翰林院成員，也因此被人稱作「開臺翰林」。

### 官員生涯
道光九年（1829年），他經翰林院「散館」考試後被派任湖南澧州府石門縣知縣。
道光十三年（1833年），他被調任湖南衡州府衡陽縣知縣；當時，他曾為《彰化縣誌》寫作〈書後〉章節。
道光十四年（1833年），他被調任湖南嶽州府巴陵縣知縣，隨後又被調任湖北漢陽府孝感縣知縣。
道光二十五年（1845年）前後，他捐款一百圓資注彰化縣重新修築儒學之工程費用。

## 家族
父曾日襄，他在乾隆三十三年（1768年）左右隨兄長曾敦澤移居臺灣，並在二林鹿寮附近設蒙館擔任書房教師，又在數年後考取彰化縣秀才。曾敦澤與其妻曾因曾維楨一同接受道光帝誥封表揚。
孙曾遒（1868年－1957年），字振仲，號望濤，別署升文山人，於光緒二十八年（1902年）壬寅中舉，擅長顔體書法。

## 紀念
家族宗祠保有關於他的匾額與翰林井，白沙坑文德宮也保有關於他的歷史文物及相關習俗慶典。